# وزارة التعليم العالي والبحث العلمي (ليبيا)
وِزَارَةُ التَّعْلِيمِ العَالِي وَالبَحْثِ العِلْمِيِّ هي إحدى وزارات حكومة الوحدة الوطنية في ليبيا، وهي الجهة الحكومية المسؤولة عن تنظيم وتطوير قطاع التعليم العالي والبحث العلمي في البلاد. تتولى الوزارة الإشراف على الجامعات ومؤسسات التعليم العالي العامة والخاصة، ووضع السياسات والاستراتيجيات المتعلقة بالبحث العلمي والتطوير التقني.

## النشأة والتاريخ
كانت ضمن وزارة أوسع تُعنى بالتعليم بشكل عام. ومع التوسع في إنشاء الجامعات وزيادة الاهتمام بالبحث العلمي، تم تأسيس وزارة مستقلة للتعليم العالي والبحث العلمي لتتولى الإشراف المباشر على هذا القطاع الحيوي وفصلها عن وزارة التربية والتعليم.
بعد أحداث 2011، خضعت الوزارة لعدة تغييرات هيكلية تبعًا للحكومات المتعاقبة. وفي فترة الانقسام السياسي، كانت هناك وزارتان للتعليم العالي، واحدة في طرابلس تابعة لحكومة الوفاق الوطني السابقة، وأخرى في شرق ليبيا تابعة للحكومة الليبية المؤقتة.

## المهام والمسؤوليات
تتركز مهام الوزارة في عدة محاور أساسية، من أهمها:
- وضع السياسات العامة: رسم السياسات والاستراتيجيات الوطنية للتعليم العالي والبحث العلمي.
- الإشراف الأكاديمي: متابعة الجامعات ومؤسسات التعليم العالي العامة، والإشراف على اعتماد البرامج الأكاديمية وضمان جودتها.
- التعليم الخاص: منح التراخيص لمؤسسات التعليم العالي الخاصة ومتابعة أدائها ومدى التزامها بالمعايير المعتمدة.
- البعثات الدراسية: إدارة وتنظيم برنامج البعثات الدراسية للطلاب الليبيين للدراسة في الخارج في مختلف التخصصات.
- البحث العلمي: تشجيع ودعم المشاريع البحثية، وتوفير البيئة المناسبة للباحثين، وربط مخرجات البحث العلمي باحتياجات المجتمع.
- التعاون الدولي: عقد اتفاقيات وشراكات مع وزارات وجامعات أجنبية لتبادل الخبرات والمعرفة.

## الهيكل التنظيمي
يتكون الهيكل التنظيمي للوزارة من عدة إدارات ومراكز متخصصة تعمل تحت إشراف الوزير ووكلاء الوزارة، ومن أبرزها:
- إدارة شؤون الجامعات.
- إدارة شؤون البعثات الدراسية.
- إدارة التعليم العالي الخاص.
- إدارة شؤون الملاحق والمكاتب الثقافية بالخارج.
- مركز ضمان جودة واعتماد مؤسسات التعليم العالي.
- الهيئة الليبية للبحث العلمي.

## المؤسسات التابعة
تشرف الوزارة على جميع الجامعات الحكومية في ليبيا، ومن بينها:
- جامعة طرابلس
- جامعة بنغازي
- جامعة عمر المختار
- جامعة سبها
- الجامعة الأسمرية الإسلامية
- جامعة مصراتة
- جامعة الزاوية
- جامعة سرت
- جامعة المرقب
- جامعة إجدابيا
- جامعة الزيتونة (ترهونة)